# Fascellina aurifera
Fascellina aurifera är en fjärilsart som beskrevs av W. Warren 1897. Fascellina aurifera ingår i släktet Fascellina och familjen mätare. Inga underarter finns listade i Catalogue of Life.